# VD-dev
VD-dev (anciennement Velez & Dubail Dev. Team) est un studio de développement de jeux vidéo français fondé en 1990.

## Histoire
VD-dev est l'association de Fernando Velez, programmeur, et de Guillaume Dubail, graphiste. Ils travaillent le game design en binôme. Après un concept de shoot them up abandonné en 1989, ils s’attellent à Jim Power in Mutant Planet sous le nom de Digital Concept. Ils travaillent séparément entre 1992 et 1996 pour cause de service militaire de l'un puis de l'autre. Guillaume Dubail travaille les graphismes de Jim Power puis Fernando Velez programme Mr. Nutz (avec Frédéric Zimmer) et également sur Jurassic Park Part 2: The Chaos Continues sur Game Boy. Ils signent de leurs noms dans les crédits à partir de 1996, sous le nom Velez & Dubail Dev. Team à partir de 2002 (V-Rally 3) puis enfin, sous le nom VD-dev à partir de 2007. En 2013, ils sont rejoints par Frédéric Zimmer (ou Fred Zimmer), précédemment directeur technique de Watch Dogs pour Ubisoft. Fernando Velez meurt en juin 2016 à l'âge de 46 ans au cours du développement de Rise: Race the Future.

## Ludographie
- 1992 : Jim Power in Mutant Planet, édité par Loriciel (Amiga, Mega Drive)
- 1996 : Les Schtroumpfs autour du monde, édité par Infogrames (Game Boy, Game Gear)
- 1996 : Lucky Luke, édité par Infogrames (Game Boy, Game Boy Color)
- 1997 : Le Cauchemar des Schtroumpfs, édité par Infogrames (Game Boy, Game Boy Color)
- 1998 : V-Rally: Championship Edition, édité par Infogrames (Game Boy, Game Boy Color)
- 1999 : Bugs Bunny et Lola Bunny : Opération Carottes, édité par Infogrames (Game Boy Color)
- 1999 : Les Fous du volant, édité par Infogrames (Game Boy Color)
- 2000 : 24 heures du Mans, édité par Atari (Game Boy Color)
- 2000 : SuperCross Freestyle, édité par Atari (Game Boy Color)
- 2002 : V-Rally 3, édité par Atari (Game Boy Advance)
- 2003 : Stuntman, édité par Atari (Game Boy Advance)
- 2004 : Astérix et Obélix XXL, édité par Atari (Game Boy Advance)
- 2005 : DRIV3R, édité par Atari (Game Boy Advance)
- 2009 : COP: The Recruit, édité par Ubisoft (Nintendo DS)
- 2011 : Driver: Renegade 3D, édité par Ubisoft (Nintendo 3DS)
- 2015 : IronFall: Invasion (Nintendo 3DS)
- 2018 : Rise: Race The Future (Windows, Nintendo Switch)
- 2024 : IronFall: Invasion (Nintendo Switch)